# فرنسيسكو سيرو
فرنسيسكو سيرو (بالإسبانية: Francisco Javier Cerro)‏ هو لاعب كرة قدم أرجنتيني في مركز الوسط، ولد في 9 فبراير 1988 في سانتياغو ديل استيرو في الأرجنتين. شارك مع منتخب الأرجنتين لكرة القدم. أما مع النوادي، فقد لعب مع فيليز سارسفيلد وكيلمس ونادي راسينغ.

## وصلات خارجية
- فرنسيسكو سيرو على موقع قاعدة بيانات كرة القدم.إي يو (الإنجليزية)
- فرنسيسكو سيرو على موقع ناشيونال فوتبول تيمز (الإنجليزية)
- فرنسيسكو سيرو على موقع Soccerway.com (الإنجليزية)
- فرنسيسكو سيرو على موقع AS.com (الإسبانية)